# Chevigny-en-Valière
Chevigny-en-Valière é uma comuna francesa na região administrativa da Borgonha-Franco-Condado, no departamento de Côte-d'Or. Estende-se por uma área de 5,47 km². Em 2010 a comuna tinha 373 habitantes (densidade: 68,2 hab./km²).